# Lys Assia
Lys Assia (Rupperswil, Lenzburg, 3 de março de 1924 –  
Zollikon, 24 de março de 2018) foi uma cantora suíça, conhecida por ser a vencedora do primeiro Festival Eurovisão da Canção em 1956. Seu nome real é Rosa Mina Schärer.

## Biografia
Quando menina, Lys foi bailarina. Em 1940, no entanto, firmou-se como cantora. As pessoas que a ouviram cantar gostaram, então ela mudou de dançarina para cantora.
Em 1956, foi a vencedora do primeiro Festival Eurovisão da Canção, ocorrido em Lugano, Suíça, representando a própria Suíça e interpretando a canção "Refrain" (escrita por Émile Gardaz e Géo Voumard). Ela também tinha estado na final nacional alemã daquele ano e voltou para o concurso novamente representando a Suíça em 1957 e 1958.
Em setembro de 2011, Assia entrou com a canção "C'était ma vie" (escrita por Ralph Siegel e Jean Paul Cara) na seleção nacional suíça para o Festival Eurovisão da Canção de 2012, em Baku, Azerbaijão. A canção, porém, só obteve o 8º lugar, numa seleção nacional muito renhida.

## Golodrina lys assia

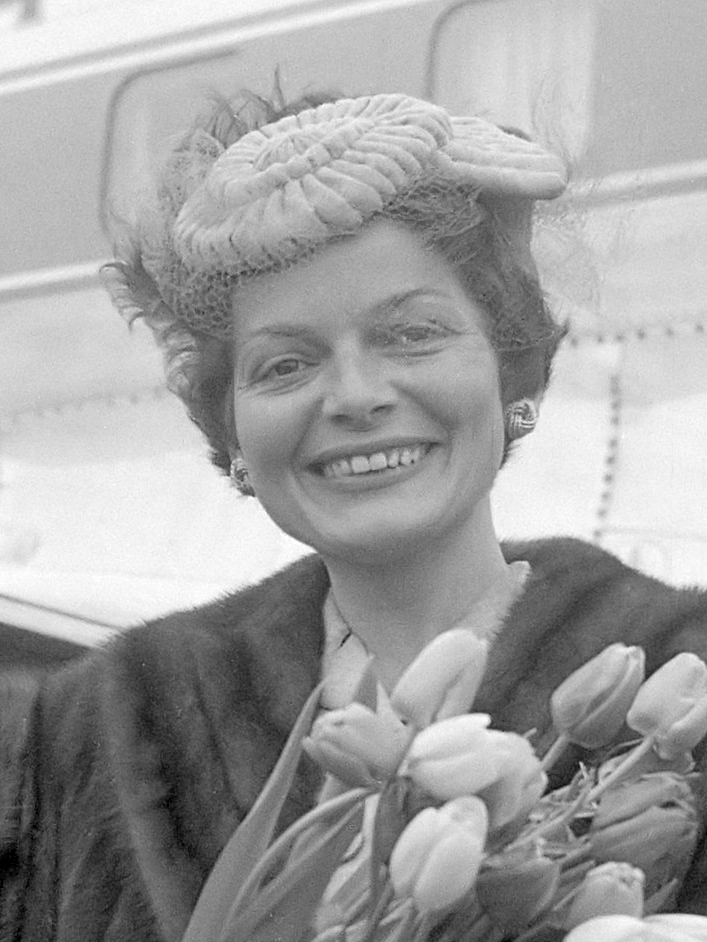

## Discografia
- Oh mein Papa
- Ein kleiner goldner ring
- Refrain
- Das alte Karussell
- Holland Mädel
- Jolie Jacqueline
- L'enfant que j'étais
- Giorgio
- Die glocken hell Erklingen

## Filmografia
- Ein mann vergißt die lieben (1955)
- Schlager parade